# João Batista Ferri
João Batista Ferri (São Paulo, 6 de junho de 1896 – São Paulo, 3 de fevereiro de 1978) foi um importante escultor e professor brasileiro.
Trabalhou como mestre de obras do engenheiro Ramos de Azevedo, mas se consagrou através de suas esculturas. Adepto à Escola Realista, esculpia suas obras com o máximo de detalhes e o mais próximo possível do tamanho real. 
Esculpiu obras importantes e ajudou na construção do Monumento do Ipiranga, ao lado de Ettore Ximenes. Suas obras estão expostas no Brasil e também na Itália.

## Juventude e estudos na Itália
Filho de José Ferri e Massimina Ferri, dois imigrantes italianos, João Batista Ferri iniciou seus estudos no colégio paulistano Sagrado Coração de Jesus:
"Desde pequenino tive a inclinação para o desenho (...) A minha tendência para a escultura veio a definir-se quando estudava no Colégio Sagrado Coração de Jesus, em São Paulo. Neste estabelecimento de ensino fazia eu o curso primário e lá trabalhei numa pequena secção de obras em mármore, onde eram feitas as decorações da Igreja". 
Em 1910 aos 14 anos, parte para o Liceu de Artes e Ofícios de São Paulo, escola focada em produção cultural e industrial.
Ao completar 17 anos em 1913, Ferri se mudou para a Itália, onde estudou ao lado de grandes nomes, como o Mestre Giovanni Mauro. Inicialmente ingressou na Scuola e Laboratório Barolo di Arte Applicata all’Industria, em Varallo Sesia, na região de Piemonte. Seguindo para Milão, estudou na Academia de Belas Artes, que ficava no famoso bairro de Brera.
Ferri precisou voltar ao Brasil após o estopim da Primeira Guerra Mundial, em 1917.
Aos 22 anos, em 1919, começou a trabalhar junto ao renomado escultor italiano Ettore Ximenes para a construção do Monumento do Ipiranga, também conhecido como Monumento à Independência do Brasil, local onde Dom Pedro I teria proclamado a independência brasileira de Portugal. Outro monumento realizado em parceria foi o Monumento a Amizade Sírio-Libanesa, feito por encomenda da comunidade sírio-libanesa de São Paulo.
Em 1923, Ferri mudou-se novamente para a Itália, onde fez três monumentos em homenagem aos mortos na Primeira Guerra Mundial, um em Prato Sesia, outro em Cavaleiro e o último em Boca, comunidades italianas. Um ano depois, em 1924, participou do Quadrienal de Milão, importante evento de arte .
Em 1925, Ferri retorna ao Brasil, estabelecendo residência na cidade de São Paulo.

## Carreira

### 1925-1929: Retorno ao Brasil
Após voltar ao Brasil em 1925,  passou a expor obras e a trabalhar como Secretário da Comissão Executiva do Salão de Arte, organizado pela associação italiana Muse Italiche, que, após sua fundação em 1926, promovia eventos culturais indiretamente com um intuito fascista. Realizou exposições também, com o apoio da Sociedade Italiana de Cultura, no Palácio das Indústrias.
Ainda em 1928, Ferri participou pela primeira vez do Salão Nacional de Belas Artes, onde expôs as obras Lenda Heróica, Retracto e Índio. No ano seguinte, Ferri participou novamente do Salão Nacional de Belas Artes, onde expôs Espasmos, Leopoldo e Silva e uma terceira obra, Raios de Sol, escultura de escala natural com a qual ganhou Medalha de Prata. Suas próximas obras marcantes seriam Herma a Newton Prado, feita em Leme, e, em São José do Rio Pardo, a obra do Coronel Luis Dias.

### Década de 1930: escultor e professor
No ano de 1934, o artista homenageou o médico e ex-diretor discente Benedicto Augusto de Freitas Montenegro com uma estátua de bronze que está exposta na Faculdade de Farmácia e Odontologia da Universidade de São Paulo.
Em 1936, Ferri construiu um marco na Chácara dos Fontoura, no bairro paulistano de Itaim Paulista, com a escultura Bartira, que é a representação de uma índia em bronze. Porém, a escultura foi perdida em uma das invasões no local alguns anos depois, assim como pias e placas de bronze foram furtadas e o restante do local, depredado.
Ainda em 1936, fez também uma exposição no Palácio das Arcadas em conjunto com Hélios Seelinger e Vicente Leite.

Começa a lecionar em 1937 na Escola de Belas Artes de São Paulo, atuando no ensino de Moldagem, e lá permaneceu até 1942.

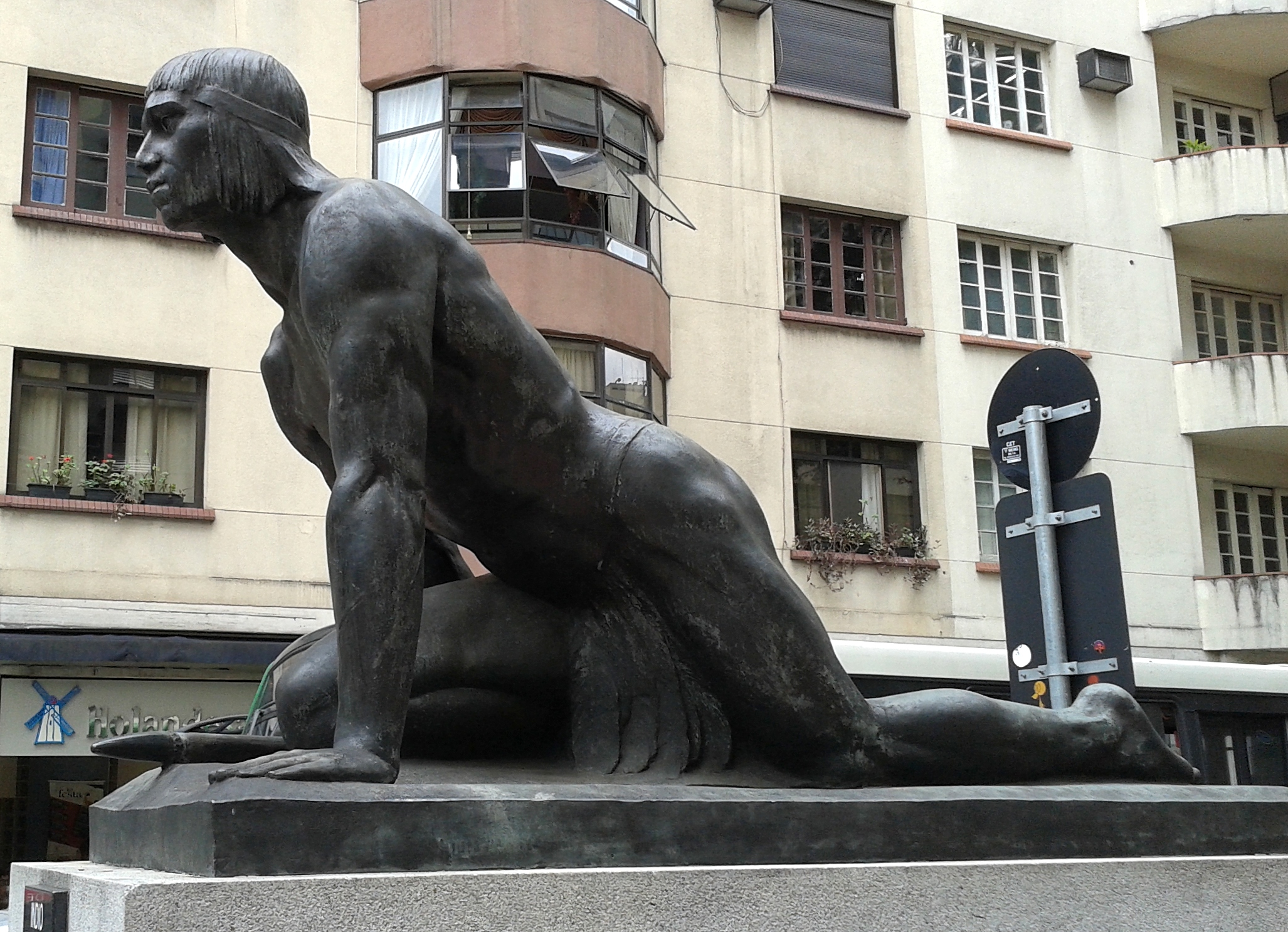
Escultura Índio Caçador

Suas obras de maior sucesso viriam depois, em 1938: Índio Caçador e Guanabara foram encomendadas para o então prefeito de São Paulo, Prestes Maia. Índio Caçador foi feita com 1,20 metros de altura, acima de um pedestal e mostra um índio em bronze no momento da caça, com seus olhos voltados para a Praça da República.
Já Guanabara foi instalada em um local onde hoje está a obra "Giuseppe Verdi", e depois foi realocada para o Vale do Anhangabaú. Nos dias de hoje, a obra pode ser encontrada na frente da sede da Prefeitura Municipal de São Paulo. Nessa escultura, Ferri fez uma mulher anfíbia, com nadadeiras e algas nos cabelos. Em 2008, o monumento foi restaurado pela prefeitura.

### Décadas de 1940 e 1950: prêmios e reconhecimento

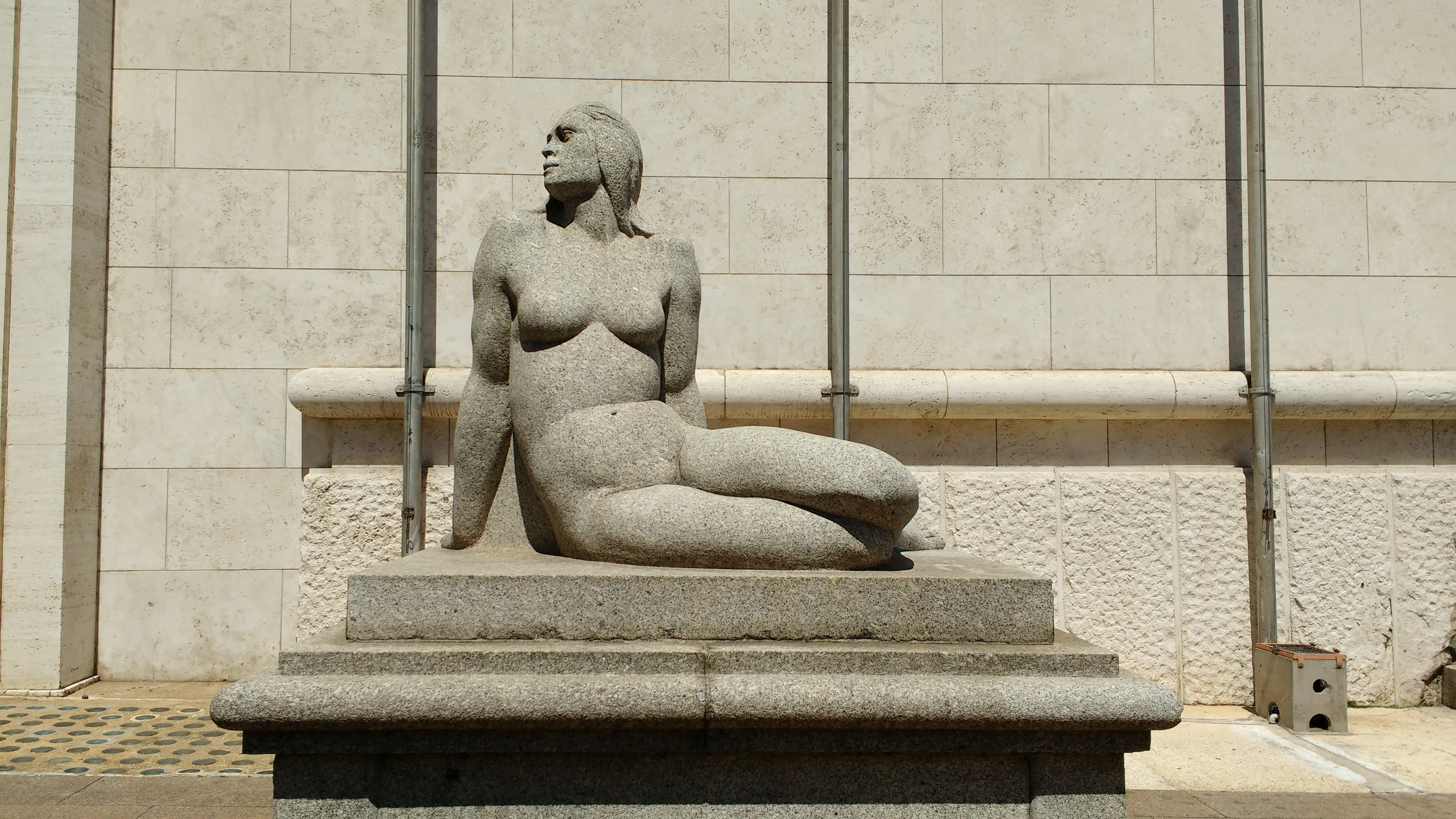
Escultura Guanabara

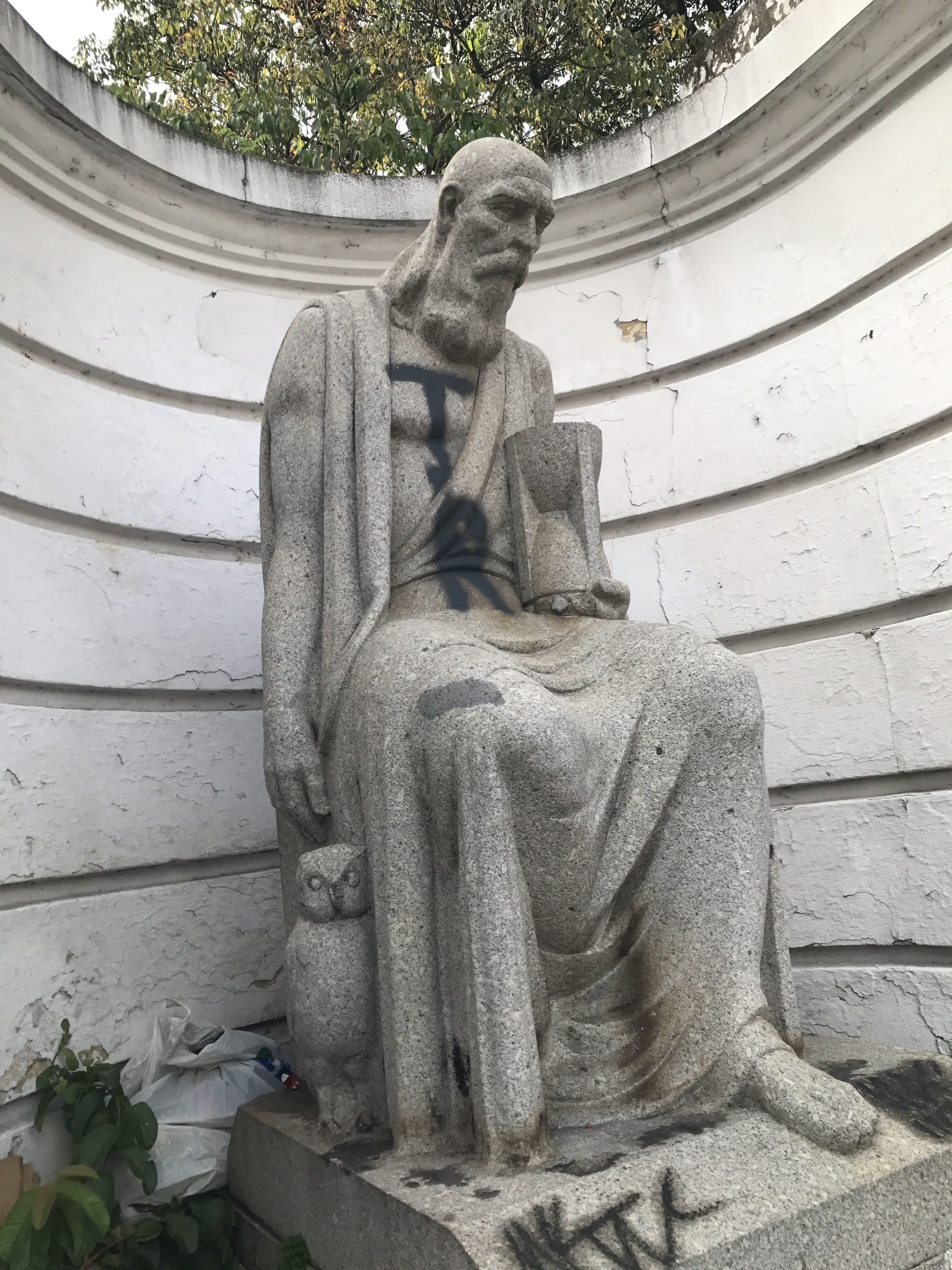
Escultura Tempo

Sua primeira Medalha de Ouro foi em sua exposição no Salão Nacional de Belas Artes de 1941. Já no próximo ano, ajudou a fundar a Associação Paulista de Belas Artes e recebeu Medalha de Honra, no Chile. Outra conquista importante foi o Prêmio Prefeitura de São Paulo no 9º Salão Paulista de Belas Artes.
Sua próxima importante participação seria no 13º Salão de Belas Artes, que aconteceu no ano de 1947, em que o escultor expôs outras obras marcantes em sua carreira: Atleta em Descanso, concebida em 1945, foi esculpida em granito rosa e recebeu a Grande Medalha de Ouro. A obra possui 88 x 127 x 72,5 cm. Curiosamente, essa é uma das cinco únicas esculturas expostas hoje na Pinacoteca de São Paulo em que é permitido que o público toque na obra. Também exibiu Nu, obra representando um corpo feminino despido feito em mármore branco, concebido em 1940, e a obra Maratonista.
Em 1941, executou um conjunto de obras para a cidade de Santos, instaladas no Palácio José Bonifácio, também chamado de Paço Municipal de Santos. Quando o prédio foi inaugurado em 1940, Ferri encaminhou uma carta para o então prefeito Cyro de Atahyade Carneiro, na qual oferecia seus serviços para a construção de estátuas que embelezariam a fachada do local. As duas estátuas que seriam construídas representariam a Industria e o Comércio, que foram fatores essenciais para o desenvolvimento da cidade. As obras foram simbolizadas por Hermes, deus grego que simboliza o comércio, e por Atena, deusa da sabedoria. Ambas foram feitas em granito e com peso de aproximadamente 12 toneladas cada.
Em 1941 também foi instalada em Santos, na praça José Bonifácio, a obra Ninfa de Náiade (a qual foi transferida em 1946 para o Orquidário Municipal de Santos, tornando-se símbolo do local).
Também executou o Monumento a Valentim Gentil em 1949, no município de Itápolis e, dois anos depois (1951), Ferri foi contemplado com o Prêmio Assembleia Legislativa do Estado, na 16ª edição do São Paulista de Belas Artes. 

### Década de 1970
A última exposição solo da vida do artista aconteceu no Museu de Arte de São Paulo (MASP), no ano de 1977.
João Batista Ferri faleceu em 1978, em São Paulo.

## Obras mais conhecidas
- Índio caçador (1938): escultura feita em bronze -  Exposta na Avenida Vieira de Carvalho, em São Paulo. Dimensões Bronze 1,32m x 0,89m x 1,95m, Pedestal Granito 1,20m x 1,10m x 2,20m.
- Guanabara (1938): escultura feita em granito - Exposta atualmente no Parque do Anhangabaú, em São Paulo. Dimensões Granito 1,28m x 1,52m x 0,98m, Pedestal Granito 0,94m x 2,24m x 1,60m.

- Atleta em Descanso (1945): escultura feita em pedra - Recebeu a Grande Medalha de Ouro e faz parte do acervo da Pinacoteca do Estado de São Paulo. Dimensões Granito Rosa 88 x 127 x 72,5 cm.
- Tempo (1945): escultura feita em granito - implantada em um dos nichos externos do muro do Cemitério do Araçá, em São Paulo.
- Ninfa de Náiade (1941): escultura feita em granito - Instalada no Orquidário Municipal de Santos.

## Principais exposições e prêmios

### Individuais
- Museu Nacional de Belas Artes, Rio de Janeiro, RJ (1943)
- Museu de Arte de São Paulo (MASP), São Paulo, SP (1977)

### Coletivos
- 35ª, 36ª, 37ª e 39ª Exposição Geral de Belas Artes (atual Salão Nacional de Belas Artes), Escola Nacional de Belas Artes, Rio de Janeiro, RJ (1928/29/30/33/60)
- Salão Revolucionário, Escola Nacional de Belas Artes, Rio de Janeiro, RJ (1931)
- Salão Paulista de Belas Artes: pequena medalha de ouro (1935), grande medalha de ouro (1947) e prêmio aquisição (1961), bem como outros prêmios.
- Tradição e Ruptura: síntese de arte e cultura brasileiras, Fundação Bienal, São Paulo, SP (1984).
- O Art Déco Brasileiro: coleção Fulvia e Adolpho Leirner, Pinacoteca do Estado de São Paulo, SP (2008).